# 法华洞石窟
法华洞石窟，位于中国河北省邯郸市青烟寺村，为邯郸市武安市的一个全国重点文物保护单位，类型为石窟寺，公布时间为2013年5月。
法华洞石窟的历史年代为宋代。